# Karl-Heinz Schnellinger
Karl-Heinz Schnellinger est un footballeur allemand, né le 31 mars 1939 à Düren et mort le 20 mai 2024 à Milan. Il joue en tant que défenseur gauche ou centre de la fin des années 1950 au début des années 1970. Il est considéré comme l'un des meilleurs défenseurs de son époque et reçut le surnom de Volkswagen pour la qualité et la quantité de son engagement.
Formé au SG Düren, il joue tout d'abord au FC Cologne avec qui il remporte le Championnat d'Allemagne. Il part ensuite en Italie et rejoint Mantoue en 1963, l'AS Rome en 1964 et gagne avec cette équipe une Coupe d'Italie.
Karl-Heinz Schnellinger est ensuite l'un des piliers du Milan AC et remporte avec cette équipe la Coupe intercontinentale, la Coupe d'Europe des clubs champions, la Coupe d'Europe des vainqueurs de coupes, et au niveau national le championnat d'Italie et la Coupe d'Italie.
Sélectionné 47 fois en équipe nationale allemande, il participe à quatre Coupe du monde et est 4e en 1958, 3e en 1970 et finaliste en 1966.

## Biographie
Karl-Heinz Schnellinger commence le football au club de sa ville natale, le SG Düren. Il est transféré au FC Cologne en 1958. Il est titulaire en défense, joue 131 matchs d'Oberliga-West (huit buts) et remporte avec les « boucs » le championnat d'Allemagne en 1962.
En 1962, il est élu par les journalistes sportifs allemands comme le meilleur joueur allemand de l'année. Lors de l'élection du Ballon d'Or, rarement décerné à des défenseurs, il termine ainsi 3e en 1962 et 6e en 1963.
En 1963, il quitte l'Allemagne pour la Serie A et devient un des premiers footballeurs allemands à réussir à l'étranger. Il joue tout d'abord une saison à Mantoue puis signe à la Roma la saison suivante. Il gagne avec le club romain la Coupe d'Italie en 1965.
Mais c'est avec le Milan AC, où il s'installe en 1965 pour un bail de neuf saisons, qu'il va écrire les plus belles lignes de son palmarès en club.
En 1967, le Milan AC va enfin remporter la Coupe d'Italie. Dans le sillage de ce succès, l'AC Milan s'impose en Serie A en 1968 et en Coupe d'Europe des Vainqueurs de Coupe contre Hambourg SV (2-0) et ce devant 53 000 personnes. L'apothéose arrive en 1969 avec la victoire 4-1 en finale de la Coupe d'Europe des Clubs Champions contre l'Ajax Amsterdam de Johan Cruyff à Madrid et la victoire en Coupe Intercontinentale contre les Argentins d'Estudiantes de La Plata (3-0 et 1-2). Il est le premier joueur allemand à gagner ces deux compétitions.
Toujours avec le club lombard, Karl-Heinz Schnellinger participe à la conquête de deux nouvelles Coupes d'Italie en 1972 et en 1973. En 1973, il remporte encore la Coupe d'Europe des Vainqueurs de Coupe contre Leeds United (1-0). La saison suivante, il atteint à nouveau la finale de cette même compétition en 1974 contre le FC Magdebourg, mais devra cette fois-ci s'incliner (0-2).
Il revient terminer sa carrière en 1974 au Tennis Borussia Berlin en y jouant 19 matchs.
À la fin de sa carrière professionnelle, il revient habiter à Milan. Karl-Heinz Schnellinger meurt le 20 mai 2024 à l'hôpital San Raffaele de Milan, à l'âge de 85 ans.

## En équipe nationale
Après avoir été international amateur le 12 octobre 1957, Karl-Heinz Schnellinger est appelé pour la première fois avec la Mannschaft le 2 avril 1958, contre la Tchécoslovaquie. Il est sélectionné ensuite pour la Coupe du monde 1958 en Suède. Il y dispute deux matchs dont celui de la 3e place contre la France.
Bien que défait en quart de finale par la Yougoslavie 0-1 lors de la Coupe du monde 1962, il est nommé dans l'équipe-type de la compétition. Schnellinger joue l'année suivante avec l'équipe FIFA contre l'Angleterre.
Après son transfert en Italie en 1963, il doit attendre novembre 1964 pour être rappelé en équipe d'Allemagne. De nouveau sélectionné pour la Coupe du monde 1966, il joue tous les matchs avec la Mannschaft et perd en finale contre l'Angleterre 4 buts à 2.
Lors de la Coupe du monde 1970 contre l'Italie, il marque son seul but en sélection, ce but est celui de l'égalisation à un but partout en demi-finale contre l'Italie, lors du fameux « match du siècle », but envoyant l'Allemagne en prolongation. Le match s'est terminé par un score de 4-3 pour l'Italie.
Schnellinger a participé à quatre phases finales de Coupe du monde avec l'équipe nationale, il a atteint la quatrième place en 1958, la deuxième en 1966 et la troisième en 1970.
Il connaît sa dernière sélection le 17 février 1971 en éliminatoires du Championnat d'Europe contre l'Albanie.
Il a également joué deux fois dans une sélection d'Europe à l'occasion des jubilés de Stanley Matthews en 1965 et d'Uwe Seeler en 1972.

## Palmarès

### En club
- Vainqueur de la Coupe Intercontinentale en 1969 avec l'AC Milan
- Vainqueur de la Coupe d'Europe des Clubs Champions en 1969 avec l'AC Milan
- Vainqueur de la Coupe d'Europe des Vainqueurs de Coupe en 1968 et 1973 avec l'AC Milan
- Champion d'Allemagne en 1962 avec le 1. FC Cologne
- Champion d'Italie en 1968 avec l'AC Milan
- Vainqueur de la Coupe d'Italie en 1964 avec l'AS Rome, en 1967, 1972 et en 1973 avec l'AC Milan
- Finaliste de la Supercoupe d'Europe en 1973 avec l'AC Milan
- Finaliste de la Coupe d'Europe des Vainqueurs de Coupe en 1974 avec l'AC Milan
- Vice-champion d'Allemagne en 1960 et en 1963 avec le 1. FC Cologne
- Vice-champion d'Italie en 1965, 1971, 1972 et 1973 avec l'AC Milan
- Finaliste de la Coupe d'Italie en 1968 et 1971 avec l'AC Milan

### En équipe de R.F. Allemagne
- Participation à la Coupe du Monde en 1958 (4e), en 1962 (1/4 de finaliste), en 1966 (Finaliste) et en 1970 (3e)

#### But international
|    | Date         | Lieu                          | Adversaire | Résultat | Compétition         |
| -- | ------------ | ----------------------------- | ---------- | -------- | ------------------- |
| 1. | 17 juin 1970 | Stade Azteca, Mexico, Mexique | Italie     | 3-4      | Coupe du Monde 1970 |

### Distinctions individuelles
- Élu meilleur footballeur allemand de l'année en 1962
- Reçoit la médaille Silbernes Lorbeerblatt (plus haute distinction sportive en Allemagne) le 30 juillet 1966

## Statistiques
| Saison    | Club                   | Pays          | Championnat        | Coupes nationales | Coupes Continentales   | Sélections Allemagne de l'Ouest |
| --------- | ---------------------- | ------------- | ------------------ | ----------------- | ---------------------- | ------------------------------- |
| 1957-1958 | 1. FC Cologne          | 1. Bundesliga | ?                  | -                 | -                      | 3 matchs                        |
| 1958-1959 | 1. FC Cologne          | 1. Bundesliga | ?                  | -                 | -                      | 4 matchs                        |
| 1959-1960 | 1. FC Cologne          | 1. Bundesliga | ?                  | -                 | -                      | 3 matchs                        |
| 1960-1961 | 1. FC Cologne          | 1. Bundesliga | 28 matchs          | -                 | -                      | 6 matchs                        |
| 1961-1962 | 1. FC Cologne          | 1. Bundesliga | 30 matchs / 6 buts | -                 | -                      | 7 matchs                        |
| 1962-1963 | 1. FC Cologne          | 1. Bundesliga | 26 matchs / 2 buts | -                 | -                      | 4 matchs                        |
| 1963-1964 | AC Mantoue             | Série A       | 33 matchs / 2 buts | -                 | -                      | -                               |
| 1964-1965 | AS Rome                | Série A       | 29 matchs / 1 but  | -                 | -                      | 1 match                         |
| 1965-1966 | Milan AC               | Série A       | 25 matchs          | -                 | 5 matchs (C3)          | -                               |
| 1966-1967 | Milan AC               | Série A       | 28 matchs          | -                 | -                      | 6 matchs                        |
| 1967-1968 | Milan AC               | Série A       | 27 matchs          | -                 | 10 matchs (C2)         | -                               |
| 1968-1969 | Milan AC               | Série A       | 20 matchs          | -                 | 7 matchs (C1)          | 1 match                         |
| 1969-1970 | Milan AC               | Série A       | 26 matchs          | -                 | 4 + 2 matchs (C1 + CI) | 8 matchs / 1 but                |
| 1970-1971 | Milan AC               | Série A       | 29 matchs          | -                 | -                      | 1 match                         |
| 1971-1972 | Milan AC               | Série A       | 26 matchs          | -                 | -                      | -                               |
| 1972-1973 | Milan AC               | Série A       | 28 matchs          | -                 | -                      | -                               |
| 1973-1974 | Milan AC               | Série A       | 13 matchs          | -                 | 2 matchs (SC)          | -                               |
| 1974-1975 | Tennis Borussia Berlin | 1. Bundesliga | 19 matchs          | -                 | -                      | -                               |